# Ecnomus myallensis
Ecnomus myallensis là một loài Trichoptera trong họ Ecnomidae. Chúng phân bố ở miền Australasia.